# 2718 Handley
2718 Handley este un asteroid din centura principală, descoperit pe 30 iulie 1951, de Ernest Johnson.